# Мухаммад Таги Модарреси
Великий аятолла Мухаммад Таги Модарреси (араб. محمد تقي المدرسي‎; род. 1945) — шиитский марджа, имеющий большое количество последователей в Ираке. Он родился в 1945 году в Кербеле (Ирак), где получил религиозное образование, достигнув уровня иджтихада в двадцатилетнем возрасте. В начале 1971 года он покинул Ирак, отправившись сперва в Кувейт, а затем в Иран. После свержения режима БААС в 2003 году, вернулся в Ирак.